# Anglemont
Anglemont és un municipi francès, situat al departament dels Vosges i a la regió del Gran Est. L'any 2007 tenia 174 habitants.

## Demografia

### Població
El 2007 la població de fet d'Anglemont era de 174 persones. Hi havia 68 famílies, de les quals 24 eren unipersonals (8 homes vivint sols i 16 dones vivint soles), 20 parelles sense fills i 24 parelles amb fills.
La població ha evolucionat segons el següent gràfic:
Habitants censats

### Habitatges
El 2007 hi havia 78 habitatges, 73 eren l'habitatge principal de la família i 5 estaven desocupats. 63 eren cases i 13 eren apartaments. Dels 73 habitatges principals, 51 estaven ocupats pels seus propietaris, 18 estaven llogats i ocupats pels llogaters i 4 estaven cedits a títol gratuït; 9 tenien tres cambres, 14 en tenien quatre i 50 en tenien cinc o més. 45 habitatges disposaven pel capbaix d'una plaça de pàrquing. A 35 habitatges hi havia un automòbil i a 31 n'hi havia dos o més.

### Piràmide de població
La piràmide de població per edats i sexe el 2009 era:
| Homes | Edats   | Dones |
| ----- | ------- | ----- |
| 0     | 95 o +  | 0     |
| 0     | 90 a 94 | 0     |
| 0     | 85 a 89 | 0     |
| 4     | 80 a 84 | 0     |
| 8     | 75 a 79 | 4     |
| 4     | 70 a 74 | 12    |
| 4     | 65 a 69 | 4     |
| 8     | 60 a 64 | 0     |
| 0     | 55 a 59 | 12    |
| 4     | 50 a 54 | 0     |
| 8     | 45 a 49 | 4     |
| 12    | 40 a 44 | 0     |
| 4     | 35 a 39 | 8     |
| 4     | 30 a 34 | 8     |
| 0     | 25 a 29 | 8     |
| 0     | 20 a 24 | 4     |
| 12    | 15 a 19 | 8     |
| 8     | 10 a 14 | 4     |
| 4     | 5 a 9   | 8     |
| 4     | 0 a 4   | 8     |

## Economia
El 2007 la població en edat de treballar era de 104 persones, 81 eren actives i 23 eren inactives. De les 81 persones actives 74 estaven ocupades (40 homes i 34 dones) i 7 estaven aturades (4 homes i 3 dones). De les 23 persones inactives 8 estaven jubilades, 6 estaven estudiant i 9 estaven classificades com a «altres inactius».

### Ingressos
El 2009 a Anglemont hi havia 71 unitats fiscals que integraven 178 persones, la mediana anual d'ingressos fiscals per persona era de 15.074,5 €.

### Activitats econòmiques
Dels 13 establiments que hi havia el 2007, 1 era d'una empresa alimentària, 2 d'empreses de fabricació d'altres productes industrials, 5 d'empreses de construcció, 3 d'empreses de comerç i reparació d'automòbils i 2 d'empreses de serveis.
Dels 3 establiments de servei als particulars que hi havia el 2009, 1 era un paleta, 1 lampisteria i 1 electricista.
L'únic establiment comercial que hi havia el 2009 era una fleca.
L'any 2000 a Anglemont hi havia 12 explotacions agrícoles que ocupaven un total de 664 hectàrees.

## Equipaments sanitaris i escolars
El 2009 hi havia una escola maternal integrada dins d'un grup escolar amb les comunes properes formant una escola dispersa.

## Poblacions més properes
El següent diagrama mostra les poblacions més properes.